# Coordinació Democràtica
Coordinació Democràtica o Platajunta va ser un organisme unitari d'oposició al franquisme creat el 26 de març de 1976, fruit de la fusió de la Junta Democràtica d'Espanya (establerta en 1974 pel PCE i amb l'adhesió gradual de CCOO, PSP, PTE, ASA i independents) amb l'organisme rival, Plataforma de Convergència Democràtica (establerta en 1975 pel PSOE, Moviment Comunista, democristians i socialdemòcrates). Els seus objectius eren l'amnistia, la llibertat d'associació política i la convocatòria d'eleccions a Corts Constituents.
Coordinació Democràtica s'amplia encara més, aquest mateix any, amb nous partits i organitzacions unitàries de les nacionalitats -de Catalunya, el Consell de Forces Polítiques-, i es va convertir en la Plataforma d'Organismes Democràtics, que va negociar amb el govern d'Adolfo Suárez el contingut de la reforma política duta a terme en la Transició espanyola.